# Юханссон, Йоахим
Йоахим Юханссон (швед. Joachim Johansson, род. 1 июля 1982 года в Лунде, Швеция) — шведский теннисист, полуфиналист Открытого чемпионата США 2004 года в одиночном разряде; победитель четырёх турниров АТР (из них три в одиночном разряде); бывшая девятая ракетка мира в одиночном разряде.

## Общая информация
Отец Йоахима — Лейф Юханссон — бывший теннисист, который выступал за сборную Швеции в Кубке Дэвиса и достигал 51-го места в рейтинге в 1973 году. Мать — Маргарета — работница банка. Женат на гольфистке Юханне Вестерберг (в девичестве), у пары есть сын — Лео (родился 29 декабря 2009 года).
Начал играть в теннис в возрасте пяти лет вместе со своим отцом. Йоахим рос в Сёдертелье, родном городе знаменитого шведского теннисиста Бьорна Борга. Его отец и Борг были товарищами по сборной и поддерживали хорошие отношения, поэтому маленький Йоахим иногда ходил к Боргу тренироваться. Любит играть в зальном помещении и на быстрых кортах.
Йоахим не родственник своему соотечественнику, чемпиону Открытого чемпионата Австралии 2002 года Томасу Юханссону. Имеет прозвище — «Пим-Пим». Появилось у него по забавной причине: когда он только родился, старший брат не мог выговорить «Йоахим», искажая это имя. Результат был похож на «Йоапим», а позднее это трансформировалось в «Пим-Пим».

## Спортивная карьера
1999 год Йоахим завершил на 8-м месте мирового юниорского рейтинга, а 2000-й — на 3-м, достигая по ходу сезона 2-го места. В апреле 2000 года он впервые сыграл в АТП-туре, выступив на домашнем турнире в Бостаде. Первый титул из серии «фьючерс» он выиграл в апреле 2001 года. В 2003 году швед дважды прошёл квалификацию на турниры Большого шлема (Открытый чемпионат Австралии и Открытый чемпионат США), но оба раза в первом же круге уступил американцу Марди Фишу. В апреле 2003 года Йоахим сыграл первые матч за Швецию в Кубке Дэвиса. В ноябре того же года он победил на первом в карьере «челленджере» в немецком Эккентале.
Пика своей формы Юханссон достиг в 2004 и 2005 годах. В феврале 2004 года в Мемфисе Юханссон выиграл свой первый титул АТП: в полуфинале он превзошел Марди Фиша, а в финале — опытного немца Николаса Кифера (7-6(5), 6-3). В июне Йоахим дошел до четвёртого раунда на Уимблдоне, и достойно выступил на супертурнире в Торонто, где в четвертьфинале уступил другому Юханссону — Томасу. В августе он выступил на свое единственной в карьере Олимпиаде, которая проводилась в Афинах. В одиночном разряде швед проиграл во втором раунде Ивану Любичичу, а в парном выбыл уже на старте, играя в дуэте с Йонасом Бьоркманом. Осенью Йоахим добился главного своего достижения на Больших шлемах — выхода в полуфинал Открытого чемпионата США. В первых раундах поочерёдно были обыграны тайванец Лу Яньсюнь, американец Ян-Майкл Гэмбилл, австриец Штефан Коубек и француз Микаэль Льодра, а в четвертьфинале Юханссон переиграл действующего чемпиона турнира и второго в мире на тот момент Энди Роддика — 6-4, 6-4, 3-6, 2-6, 6-4. В полуфинале он уступил австралийцу Ллейтону Хьюитту — 4-6, 5-7, 3-6. После этого Пим-Пим стал четвертьфиналистом на четырёх турнирах подряд (в Лионе, в Москве, на «мастерсе» в Мадриде и в Стокгольме), и в итоге закончил год 12-й ракеткой мира.
В 2005 году швед выиграл ещё два титула АТП (в январе в Аделаиде и в феврале в Марселе) и попал в первую десятку рейтинга АТП.  В июле в Бостаде он смог завоевать единственный титул в парах на турнире в шведском Бостаде. После этого турнира вторую половину года он пропустил. В дальнейшем Юханссон не мог полноценно выступать. Ему мешала травма плеча.
Проблеск былой игры случился — осенью 2006 года на домашнем турнире в Стокгольме в четвертьфинале Йоахим переиграл вторую ракетку мира Рафаэля Надаля — 6-4, 7-6(4), и стал одним из самых низкорейтинговых теннисистов, обыгрывавших Рафаэля Надаля во взрослом туре — на момент начала турнира Йоахим располагался на 690-й строчке рейтинг. Через неделю на турнире мастерсе в Мадриде швед одолел аргентинца Хуана Мартина дель Потро — 6-4, 6-4 (правда, 18-летний тогда ещё дель Потро только что пробился в рейтинговую сотню) и россиянина Николая Давыденко — 6-4, 6-7(5), 6-3, но на матч третьего круга против чилийца Фернандо Гонсалеса Юханссон не вышел на корт из-за проблем со здоровьем.
В начале сезона 2007 года Юханссон вышел в полуфинал турнира в Аделаиде. На Открытом чемпионате Австралии он провёл всего два гейма в матче с Гильермо Гарсия-Лопесом и снялся с турнира. Вскоре швед снова перенёс операцию на правом плече и вернулся на корт лишь в сентябре на полуфинал Кубка Дэвиса того года, где уступил Энди Роддику. Следующий турнир Йоахим провёл в Стокгольме, обыграл Карлоса Берлока, но не вышел на матч второго раунда с Иво Карловичем. В феврале 2008 года, он объявил о завершении карьеры в связи с хронической травмой плеча — но уже осенью швед решил вернуться, сообщив, что ему удалось вылечить плечо, и он снова сыграл в Стокгольме.
К сожалению, в следующем сезоне мучения Юханссона продолжились. Он дважды снимался с челленджеров из-за травмы и в итоге сумел отыграть лишь шесть турниров, среди которых был и Стокгольм. В сентябре 2009 года на турнире в Куала-Лумпуре в матче первого круга Йоахим переиграл австралийца Ллейтона Хьюитта — 7-6(7), 6-3. Но в четвертьфинале Йоахим уступил французу Ришару Гаске, а вскоре снова получил травму, завершив сезон.
После игры на нескольких турнирах обязательно следовала продолжительная пауза в карьере. В конечном счёте, швед перенёс три операции. Юханссон почти полностью пропустил 2010 год, сыграв только один матч в Кубке Дэвиса. В 2011 году он вновь вернулся ради команды и помог Швеции обыграть российскую сборную в 1/8 финала, победив Теймураза Габашвили — 6-3, 7-6(4), 6-4, и проиграв Игорю Андрееву — 6-7(8), 4-6. На «фьючерсе» в Швейцарии Йоахим снялся перед матчем второго раунда и объявил о завершении карьеры в марте 2011 года из-за недостатка мотивации. В октябре 2013 года Йоахим решил сделать мини-возвращение в Стокгольме он сумел пройти квалификацию турнира и после двухлетнего перерыва сыграл в основной сетке турнира АТП. В первом круге швед разгромил колумбийца Алехандро Фалью со счетом 6-1, 6-3, но во втором круге уступил 11-й ракетке мира канадцу Милошу Раоничу — 2-6, 6-7(3), и окончательно завершил карьеру.
Юханссону долго время принадлежал рекорд по количеству эйсов. Он выполнил 51 подачу на вылет в матче четвёртого раунда Открытого чемпионата Австралии 2005 года против Андре Агасси. Этот лучший результат для официальных поединков, продолжавшихся менее 5 сетов держался почти десять лет, пока Джон Изнер на Уимблдоне в 2014 году не улучшил этот рекорд, выполнив 52 эйса за четыре сета.

## Рейтинг на конец года
| Год  | Одиночный рейтинг | Парный рейтинг |
| 2013 | 694               |                |
| 2011 | 547               |                |
| 2010 | 889               |                |
| 2009 | 365               |                |
| 2008 | 771               |                |
| 2007 | 350               |                |
| 2006 | 193               | 1661           |
| 2005 | 53                | 149            |
| 2004 | 11                | 182            |
| 2003 | 95                | 343            |
| 2002 | 219               | 450            |
| 2001 | 390               | 1239           |
| 2000 | 773               | 1208           |
| 1998 |                   | 1384           |

## Выступления на турнирах

### Финалы турнировATPв одиночном разряде (3)

#### Победы (3)
| Легенда                    |
| -------------------------- |
| Турниры Большого шлема (0) |
| Олимпиада (0)              |
| Кубок Мастерс (0)          |
| ATP Мастерс (0)            |
| АТР International Gold (1) |
| АТР International (2+1)    |

| Титулы по покрытиям | Титулы по месту проведения матчей турнира |
| ------------------- | ----------------------------------------- |
| Хард (3)            | Зал (2)                                   |
| Грунт (0+1)         | Зал (2)                                   |
| Трава (0)           | Открытый воздух (1+1)                     |
| Ковёр (0)           | Открытый воздух (1+1)                     |

| №  | Дата            | Турнир              | Покрытие | Соперник в финале | Счёт       |
| 1. | 22 февраля 2004 | Мемфис, США         | Хард(i)  | Николас Кифер     | 7-6(5) 6-3 |
| 2. | 9 января 2005   | Аделаида, Австралия | Хард     | Тейлор Дент       | 7-5 6-3    |
| 3. | 13 февраля 2005 | Марсель, Франция    | Хард(i)  | Иван Любичич      | 7-5 6-4    |

### Финалы турнировATPв парном разряде (2)

#### Победы (1)
| №  | Дата         | Турнир         | Покрытие | Партнёр        | Соперники в финале            | Счёт    |
| 1. | 10 июля 2005 | Бостад, Швеция | Грунт    | Йонас Бьоркман | Хосе Акасусо Себастьян Прието | 6-2 6-3 |

#### Поражения (1)
| №  | Дата         | Турнир          | Покрытие | Партнёр     | Соперники в финале        | 'Счёт          |
| 1. | 12 июня 2005 | Халле, Германия | Трава    | Марат Сафин | Ив Аллегро Роджер Федерер | 5-7 7-6(6) 3-6 |

## История выступлений на турнирах
| Турнир                       | 2003  | 2004  | 2005          | 2006          | 2007          | Итог  | В/П за карьеру |
| ---------------------------- | ----- | ----- | ------------- | ------------- | ------------- | ----- | -------------- |
| Турниры Большого Шлема       |       |       |               |               |               |       |                |
| Открытый чемпионат Австралии | 1P    | 3P    | 4P            | -             | 1P            | 0 / 4 | 5-4            |
| Открытый чемпионат Франции   | К     | 1P    | -             | -             | -             | 0 / 1 | 0-1            |
| Уимблдон                     | К     | 4P    | 3P            | -             | -             | 0 / 2 | 5-2            |
| Открытый чемпионат США       | 1P    | 1/2   | -             | -             | -             | 0 / 2 | 5-2            |
| Итог                         | 0 / 2 | 0 / 4 | 0 / 2         | 0 / 0         | 0 / 1         | 0 / 9 |                |
| В/П в сезоне                 | 0-2   | 10-4  | 5-2           | 0-0           | 0-1           |       | 15-9           |
| Олимпийские игры             |       |       |               |               |               |       |                |
| Олимпиада                    | НП    | 2Р    | Не проводился | Не проводился | Не проводился | 0 / 1 | 1-1            |
| Турниры Мастерс              |       |       |               |               |               |       |                |
| Индиан-Уэллc                 | -     | К     | 2Р            | -             | -             | 0 / 1 | 0-1            |
| Майами                       | -     | 1Р    | 2Р            | -             | -             | 0 / 2 | 0-2            |
| Монте-Карло                  | -     | -     | 1Р            | -             | -             | 0 / 1 | 0-1            |
| Гамбург                      | -     | 2Р    | 1Р            | -             | -             | 0 / 2 | 1-2            |
| Рим                          | -     | -     | 1Р            | -             | -             | 0 / 1 | 0-1            |
| Торонто/Монреаль             | -     | 1/4   | -             | -             | -             | 0 / 1 | 3-1            |
| Цинциннати                   | -     | 1Р    | -             | -             | -             | 0 / 1 | 0-1            |
| Штутгарт/Мадрид              | -     | 1/4   | -             | 3Р            | -             | 0 / 2 | 4-1            |
| Статистика за карьеру        |       |       |               |               |               |       |                |
| Проведено финалов            | 0     | 1     | 2             | 0             | 0             |       | 3              |
| Выиграно турниров АТП        | 0     | 1     | 2             | 0             | 0             |       | 3              |
| В/П: всего                   | 2-5   | 35-22 | 19-15         | 5-2           | 4-4           |       | 72-59          |
| Σ % побед                    | 29 %  | 61 %  | 56 %          | 71 %          | 50 %          |       | 55 %           |

К — проигрыш в квалификационном турнире.